# リード・トラビス
リード・トラビス（Reid Travis、1995年11月25日 - ）は、アメリカ合衆国のプロバスケットボール選手。ポジションはパワーフォワード・センター。

## 来歴
ミネソタ州ミネアポリス出身。
スタンフォード大学、ケンタッキー大学でプレーするが、NBAドラフトには指名されず、アトランタ・ホークスの一員としてNBAサマーリーグに参加。
2019年7月22日、ドイツ・ブンデスリーガのメディ・バイロイトに加入。
2020年6月29日、B.LEAGUEの島根スサノオマジックに移籍。
2023年10月17日、インディアナ・ペイサーズと契約。しかし翌日に解雇。28日、Gリーグのインディアナ・マッドアンツに加入。2024年2月19日解雇。
2024年3月19日、レバンガ北海道に移籍。5月9日契約満了に付き退団。
2024年6月13日にサンロッカーズ渋谷と契約を結んだ。